# Otto Hartmann (Jagdflieger)
Otto Hartmann (* 7. Februar 1889 in Nassau (Weikersheim); † 3. September 1917 nördlich von Dixmude, Westflandern) war Offizier der Fliegertruppe. Er erzielte sieben Luftsiege im Ersten Weltkrieg.

## Leben
Nach Abschluss seiner Schulausbildung begann Otto Hartmann 1908 seine militärische Ausbildung als Kadett. Im Ersten Weltkrieg wurde er bei Kampfeinsätzen zweimal verwundet. Nach seiner Genesung meldete er sich zur Fliegertruppe und wurde als Beobachter ausgebildet. Als Leutnant wurde er zur Kampfstaffel 15 versetzt und erzielte als Beobachter zwei Abschüsse.
Am 6. Oktober 1916 beendete er seine Ausbildung zum Jagdflieger und wurde zur Schutzstaffel 3 versetzt. Hier blieb er bis zu seiner Versetzung zur Jagdstaffel 18 am 17. Mai 1917. Am 6. Juni 1917 wurde er zum Führer der Jagdstaffel 28 ernannt, wo er fünf Flugzeuge abschoss. Am 3. September 1917 wurde Otto Hartmann, der inzwischen zum Hauptmann befördert worden war, von einer Bristol F.2-Besatzung des No. 48 Squadrons tödlich verwundet. Da sein Flugzeug nahe der belgischen Küste ins Meer stürzte, konnte sein Leichnam erst vier Tage später geborgen werden.

## Auszeichnungen
Otto Hartmann wurden beide Klassen des Eisernen Kreuzes sowie am 15. Dezember 1916 das Ritterkreuz des Württembergischen Militärverdienstordens verliehen.